# David Lee (polític)
David Lee Ta-wei -xinès: 李大維; pinyin: Lǐ Dàwéi- (15 d'octubre de 1949) fou ministre d'Afers Exteriors de la República de la Xina des del 20 de maig de 2016 fins al 2018

## Educació
L'any 1973 va assolir el B.A. en Ciències Polítiques a la Universitat Nacional de Taiwan (ROC, Taiwan). Uns anys més tard, al 1980 també va aconseguir el M.A. en Relacions Exteriors per part de la Universitat de Virgínia, mentre que al 1986 va assolir el Doctorat en Afers Exteriors per part de la mateixa universitat estatunidenca.

## Cronologia professional
- 2007-2012 - Representant de l'Oficina Econòmica i Cultural de Taipei al Canadà
- 2004-2007 - Representant de l'Oficina de Representació Econòmica i Cultural de Taipei als Estats Units
- 2001-2004 - Representant de l'Oficina de Representació de Taipei a Bèlgica, també responsable de la Unió Europea i Luxemburg
- 1998-2001 - Viceministre del Ministeri d'Afers Exteriors, ROC (Taiwan)
- 2000-2001 - Professor adjunt Universitat Nacional de Taiwan
- 1997-1998 - Director General, Oficina d'Informació del Govern, Yuan Executiu i Portaveu del Govern (rang del gabinet), ROC
- 1996 - Director General, Departament d'Afers d'Amèrica del Nord, Ministeri d'Afers Exteriors, ROC
- 1993-1996 - Associat en Recerca, Fairbank Centre for Asian Research, Universitat Harvard
- 1993-1996 - Director General de l'Oficina Econòmica i Cultural de Taipei a Boston
- 1990-1993 - Sotsdirector general, Departament de Servei d'Informació Internacional, Oficina d'Informació del Govern, Yuan Executiu
- 1988-1993 - Professor adjunt de la Universitat Normal Nacional de Taiwan
- 1988-1989 Assistent sènior del ministre d'Afers Exteriors
- 1982-1988 - Consultor del personal del Consell de Coordinació d'Afers d'Amèrica del Nord, Oficina a Washington, D.C.
- 1976-1977 - Editor gerent d'Àsia i el Fòrum Mundial, Taipei, Taiwan

## Ministre d'afers exteriors

### Membre taiwanès a les Nacions Unides
En un discurs de l'agost de 2016, Lee va indicar que Taiwan continuarà perseguint una participació significativa en els organismes de les Nacions Unides. Tot i això, també diu que no promourà que Taiwan sol·liciti la seva adhesió a les Nacions Unides.

### Visites d'aliats diplomàtics ROC
Durant el seu mandat ministerial, Lee va visitar Palau per assistir a la inauguració del president Tommy Remengesau el gener del 2017, Haití per assistir a la inauguració del president Jovenel Moïse el febrer del 2017 i de les Illes Salomó el juny del mateix any.

## Publicacions
- The Making of the Taiwan Relations Act: Twenty Years in Retropect. Oxford University Press, 2000 ISBN 0195922093
- Taiwan in a Transformed World. (co-edited with Robert L. Pfaltzgraff, Jr.) Brassey's Inc., 1995 ISBN 0028811380
- The Legislative Process of the Taiwan Relations Act. Taipei, Feng Yuen Publication, 1988[4]